# 2000-es rövid pályás úszó-világbajnokság
A 2000-es rövid pályás úszó-világbajnokságot március 16. és március 19. között rendezték Athénben. A vb-n 40 versenyszámban avattak világbajnokot.

## Éremtáblázat
| Hely | Nemzet                  | Arany | Ezüst | Bronz | Összesen |
| 1.   | Egyesült Államok        | 9     | 8     | 8     | 25       |
| 2.   | Svédország              | 7     | 3     | 1     | 11       |
| 3.   | Németország             | 5     | 6     | 2     | 13       |
| 4.   | Egyesült Királyság      | 4     | 4     | 5     | 13       |
| 5.   | Dél-afrikai Köztársaság | 2     | 4     | 0     | 6        |
| 6.   | Ukrajna                 | 2     | 2     | 3     | 7        |
| 7.   | Kína                    | 2     | 2     | 2     | 6        |
| 8.   | Finnország              | 2     | 1     | 0     | 3        |
| 9.   | Oroszország             | 2     | 0     | 5     | 7        |
| 10.  | Szlovákia               | 1     | 2     | 1     | 4        |
| 11.  | Ausztrália              | 1     | 0     | 3     | 4        |
| 12.  | Horvátország            | 1     | 0     | 0     | 1        |
| 12.  | Dánia                   | 1     | 0     | 0     | 1        |
| 12.  | Magyarország            | 1     | 0     | 0     | 1        |
| 15.  | Kanada                  | 0     | 4     | 1     | 5        |
| 16.  | Lengyelország           | 0     | 2     | 1     | 3        |
| 17.  | Olaszország             | 0     | 1     | 2     | 3        |
| 18.  | Kuba                    | 0     | 1     | 1     | 2        |
| 19.  | Fehéroroszország        | 0     | 0     | 1     | 1        |
| 19.  | Izrael                  | 0     | 0     | 1     | 1        |
| 19.  | Szlovénia               | 0     | 0     | 1     | 1        |
| 19.  | Svájc                   | 0     | 0     | 1     | 1        |
| 19.  | Törökország             | 0     | 0     | 1     | 1        |
|      |                         |       |       |       |          |
|      | Összesen                | 40    | 40    | 40    | 120      |

## Eredmények
- WR = világrekord (World Record)
- CR = világbajnoki rekord (világbajnokságokon elért eddigi legjobb eredmény) (Championship Record)

### Férfi
| Versenyszám               | Arany                                                                            | Arany      | Ezüst                                                                                 | Ezüst    | Bronz                                                                                 | Bronz    |
| ------------------------- | -------------------------------------------------------------------------------- | ---------- | ------------------------------------------------------------------------------------- | -------- | ------------------------------------------------------------------------------------- | -------- |
| 50 m-es gyorsúszás        | Mark Foster · Egyesült Királyság                                                 | 21,58      | Brendon Dedekind · Dél-afrikai Köztársaság                                            | 21,62    | Stefan Nystrand · Svédország                                                          | 21,80    |
| 100 m-es gyorsúszás       | Lars Frölander · Svédország                                                      | 46,80      | Stefan Nystrand · Svédország                                                          | 47,73    | Scott Tucker · Egyesült Államok                                                       | 47,82    |
| 200 m-es gyorsúszás       | Szabados Béla · Magyarország                                                     | 1:45,27    | Massimiliano Rosolino · Olaszország                                                   | 1:45,63  | Chad Carvin · Egyesült Államok                                                        | 1:45,79  |
| 400 m-es gyorsúszás       | Chad Carvin · Egyesült Államok                                                   | 3:41,13    | Paul Palmer · Egyesült Királyság                                                      | 3:42,70  | Massimiliano Rosolino · Olaszország                                                   | 3:43,68  |
| 1500 m-es gyorsúszás      | Jörg Hoffmann · Németország                                                      | 14:47,57   | Igor Chervynskyi · Ukrajna                                                            | 14:48,20 | Chad Carvin · Egyesült Államok                                                        | 14:51,23 |
|                           |                                                                                  |            |                                                                                       |          |                                                                                       |          |
| 50 m-es hátúszás          | Neil Walker · Egyesült Államok                                                   | 23,99      | Lenny Krayzelburg · Egyesült Államok                                                  | 24,24    | Rodolfo Falcón · Kuba                                                                 | 24,32    |
| 100 m-es hátúszás         | Neil Walker · Egyesült Államok                                                   | 50,75 WR   | Rodolfo Falcón · Kuba                                                                 | 52,87    | Derya Büyükuncu · Törökország                                                         | 52,88    |
| 200 m-es hátúszás         | Gordan Kožulj · Horvátország                                                     | 1:53,31    | Brad Bridgewater · Egyesült Államok                                                   | 1:53,87  | Volodymyr Nikolaychuk · Ukrajna                                                       | 1:55,33  |
|                           |                                                                                  |            |                                                                                       |          |                                                                                       |          |
| 50 m-es mellúszás         | Mark Warnecke · Németország                                                      | 27,22      | Brendon Dedekind · Dél-afrikai Köztársaság                                            | 27,27    | Oleg Lisogor · Ukrajna                                                                | 27,30    |
| 100 m-es mellúszás        | Roman Sloudnov · Oroszország                                                     | 58,57      | Zhu Yi · Kína                                                                         | 59,99    | Roman Ivanovsky · Oroszország                                                         | 1:00,05  |
| 200 m-es mellúszás        | Roman Sloudnov · Oroszország                                                     | 2:07,59 WR | Terence Parkin · Dél-afrikai Köztársaság                                              | 2:07,91  | Andrei Ivanov · Oroszország                                                           | 2:09,90  |
|                           |                                                                                  |            |                                                                                       |          |                                                                                       |          |
| 50 m-es pillangóúszás     | Mark Foster · Egyesült Királyság                                                 | 23,30      | Neil Walker · Egyesült Államok                                                        | 23,46    | Muhammad Sabir · Egyesült Államok                                                     | 23,56    |
| 100 m-es pillangóúszás    | Lars Frölander · Svédország                                                      | 50,44 WR   | James Hickman · Egyesült Királyság                                                    | 51,53    | Denys Sylantyev · Ukrajna                                                             | 51,84    |
| 200 m-es pillangóúszás    | James Hickman · Egyesült Királyság                                               | 1:53,57    | Shamek Pietucha · Kanada                                                              | 1:54,27  | Anatoly Polyakov · Oroszország                                                        | 1:54,47  |
|                           |                                                                                  |            |                                                                                       |          |                                                                                       |          |
| 100 m-es vegyes úszás     | Neil Walker · Egyesült Államok                                                   | 52,79 WR   | Jani Sievinen · Finnország                                                            | 54,08    | James Hickman · Egyesült Királyság                                                    | 54,38    |
| 200 m-es vegyes úszás     | Jani Sievinen · Finnország                                                       | 1:56,27    | James Hickman · Egyesült Királyság                                                    | 1:56,86  | Massimiliano Rosolino · Olaszország                                                   | 1:58,05  |
| 400 m-es vegyes úszás     | Jani Sievinen · Finnország                                                       | 4:09,54    | Terence Parkin · Dél-afrikai Köztársaság                                              | 4:10,56  | Michael Halika · Izrael                                                               | 4:10,90  |
|                           |                                                                                  |            |                                                                                       |          |                                                                                       |          |
| 4 × 100 m-es gyorsváltó   | Svédország · Johan Nyström · Lars Frölander · Mattias Ohlin · Stefan Nystrand    | 3:09,57 WR | Egyesült Államok · Scott Tucker · Josh Davis · Muhammad Sabir · Neil Walker           | 3:10,98  | Németország · Mitja Zastrow · Stefan Herbst · Christian Tröger · Stephan Kunzelmann   | 3:13,69  |
| 4 × 200 m-es gyorsváltó   | Egyesült Államok · Josh Davis · Neil Walker · Scott Tucker · Chad Carvin         | 7:01,33 WR | Egyesült Királyság · Edward Sinclair · Marc Spackman · Paul Palmer · James Salter     | 7:03,06  | Oroszország · Denis Pimankov · Anatoly Polyakov · Dmitri Chernychev · Andrey Kapralov | 7:05,24  |
| 4 × 100 m-es vegyes váltó | Egyesült Államok · Lenny Krayzelburg · Jarrod Marrs · Neil Walker · Scott Tucker | 3:30,03    | Németország · Sebastian Halgasch · Björn Nowakowski · Thomas Rupprath · Stefan Herbst | 3:31,77  | Egyesült Királyság · Neil Willey · Darren Mew · James Hickman · Paul Belk             | 3:32,08  |

### Női
| Versenyszám               | Arany                                                                                     | Arany      | Ezüst                                                                              | Ezüst   | Bronz                                                                                | Bronz   |
| ------------------------- | ----------------------------------------------------------------------------------------- | ---------- | ---------------------------------------------------------------------------------- | ------- | ------------------------------------------------------------------------------------ | ------- |
| 50 m-es gyorsúszás        | Therese Alshammar · Svédország                                                            | 23,59 WR   | Sandra Völker · Németország                                                        | 24,77   | Alison Sheppard · Egyesült Királyság                                                 | 24,80   |
| 100 m-es gyorsúszás       | Therese Alshammar · Svédország                                                            | 52,17 WR   | Jenny Thompson · Egyesült Államok                                                  | 53,14   | Martina Moravcová · Szlovákia                                                        | 53,88   |
| 200 m-es gyorsúszás       | Yang Yu · Kína                                                                            | 1:56,06    | Martina Moravcová · Szlovákia                                                      | 1:56,46 | Natalya Baranovskaya · Fehéroroszország                                              | 1:57,54 |
| 400 m-es gyorsúszás       | Lindsay Benko · Egyesült Államok                                                          | 4:02,44    | Jana Klocskova · Ukrajna                                                           | 4:04,39 | Chen Hua · Kína                                                                      | 4:06,63 |
| 800 m-es gyorsúszás       | Chen Hua · Kína                                                                           | 8:17,03    | Brooke Bennett · Egyesült Államok                                                  | 8:19,66 | Flavia Rigamonti · Svájc                                                             | 8:21,57 |
|                           |                                                                                           |            |                                                                                    |         |                                                                                      |         |
| 50 m-es hátúszás          | Antje Buschschulte · Németország                                                          | 27,90      | Marylyn Chiang · Kanada                                                            | 28,03   | Kellie McMillan · Ausztrália                                                         | 28,06   |
| 100 m-es hátúszás         | Sandra Völker · Németország                                                               | 58,66      | Marylyn Chiang · Kanada                                                            | 59,33   | Antje Buschschulte · Németország                                                     | 59,37   |
| 200 m-es hátúszás         | Antje Buschschulte · Németország                                                          | 2:07,29    | Clementine Stoney · Ausztrália                                                     | 2:08,64 | Lindsay Benko · Egyesült Államok                                                     | 2:08,85 |
|                           |                                                                                           |            |                                                                                    |         |                                                                                      |         |
| 50 m-es mellúszás         | Sarah Poewe · Dél-afrikai Köztársaság                                                     | 30,66      | Hao Ping · Kína                                                                    | 31,22   | Tara Kirk · Egyesült Államok                                                         | 31,47   |
| 100 m-es mellúszás        | Sarah Poewe · Dél-afrikai Köztársaság                                                     | 1:06,21    | Alicja Pęczak · Lengyelország                                                      | 1:07,69 | Yelena Bogomazova · Oroszország                                                      | 1:08,27 |
| 200 m-es mellúszás        | Rebecca Brown · Ausztrália                                                                | 2:23,41    | Alicja Pęczak · Lengyelország                                                      | 2:24,24 | Brooke Hanson · Ausztrália                                                           | 2:25,30 |
|                           |                                                                                           |            |                                                                                    |         |                                                                                      |         |
| 50 m-es pillangóúszás     | Jenny Thompson · Egyesült Államok                                                         | 26,13      | Anna-Karin Kammerling · Svédország                                                 | 26,16   | Nicola Jackson · Egyesült Királyság                                                  | 26,85   |
| 100 m-es pillangóúszás    | Jenny Thompson · Egyesült Államok                                                         | 57,67      | Johanna Sjöberg · Svédország                                                       | 57,96   | Karen Campbell · Egyesült Államok                                                    | 58,86   |
| 200 m-es pillangóúszás    | Mette Jacobsen · Dánia                                                                    | 2:08,10    | Katrin Jaeke · Németország                                                         | 2:09,42 | Otylia Jędrzejczak · Lengyelország                                                   | 2:09,61 |
|                           |                                                                                           |            |                                                                                    |         |                                                                                      |         |
| 100 m-es vegyes úszás     | Martina Moravcová · Szlovákia                                                             | 59,71      | Marianne Limpert · Kanada                                                          | 1:02,00 | Alenka Kejžar · Szlovénia                                                            | 1:02,24 |
| 200 m-es vegyes úszás     | Jana Klocskova · Ukrajna                                                                  | 2:08,97    | Martina Moravcová · Szlovákia                                                      | 2:08,98 | Marianne Limpert · Kanada                                                            | 2:12,68 |
| 400 m-es vegyes úszás     | Jana Klocskova · Ukrajna                                                                  | 4:32,45    | Nicole Hetzer · Németország                                                        | 4:37,92 | Katie Jo Yevak · Egyesült Államok                                                    | 4:38,80 |
|                           |                                                                                           |            |                                                                                    |         |                                                                                      |         |
| 4 × 100 m-es gyorsváltó   | Svédország · Louise Jöhncke · Therese Alshammar · Anna-Karin Kammerling · Johanna Sjöberg | 3:35,54    | Németország · Katrin Meißner · Antje Buschschulte · Britta Steffen · Sandra Völker | 3:37,31 | Egyesült Királyság · Alison Sheppard · Claire Huddart · Karen Legg · Karen Pickering | 3:37,93 |
| 4 × 200 m-es gyorsváltó   | Egyesült Királyság · Claire Huddart · Nicola Jackson · Karen Legg · Karen Pickering       | 7:49,11 WR | Egyesült Államok · Lindsay Benko · Brooke Bennett · Tammie Stone · Jenny Thompson  | 7:50,59 | Kína · Sun Dan · Yang Lina · Li Jin · Yang Yu                                        | 7:52,70 |
| 4 × 100 m-es vegyes váltó | Svédország · Therese Alshammar · Emma Igelström · Johanna Sjöberg · Anna-Karin Kammerling | 3:59,53    | Németország · Sandra Völker · Janne Schäfer · Katrin Jäke · Katrin Meißner         | 4:01,47 | Egyesült Államok · Jamie Reid · Anita Nall · Jenny Thompson · Tammie Stone           | 4:02,51 |